# Seznam dánských královen

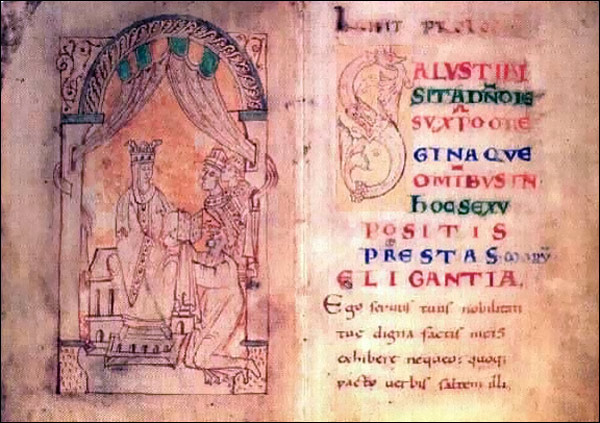
Emma Normanská

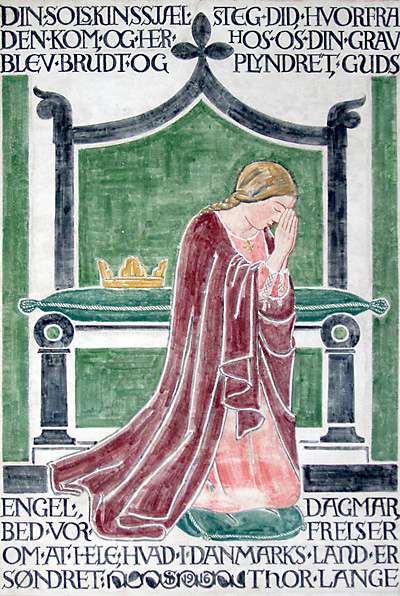
Dagmar Dánská/Přemyslovna

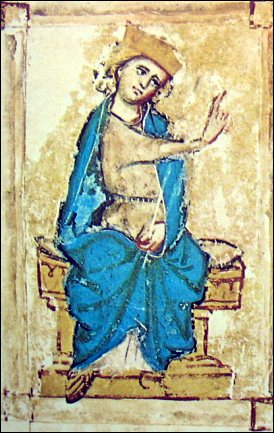
Markéta Sambiria

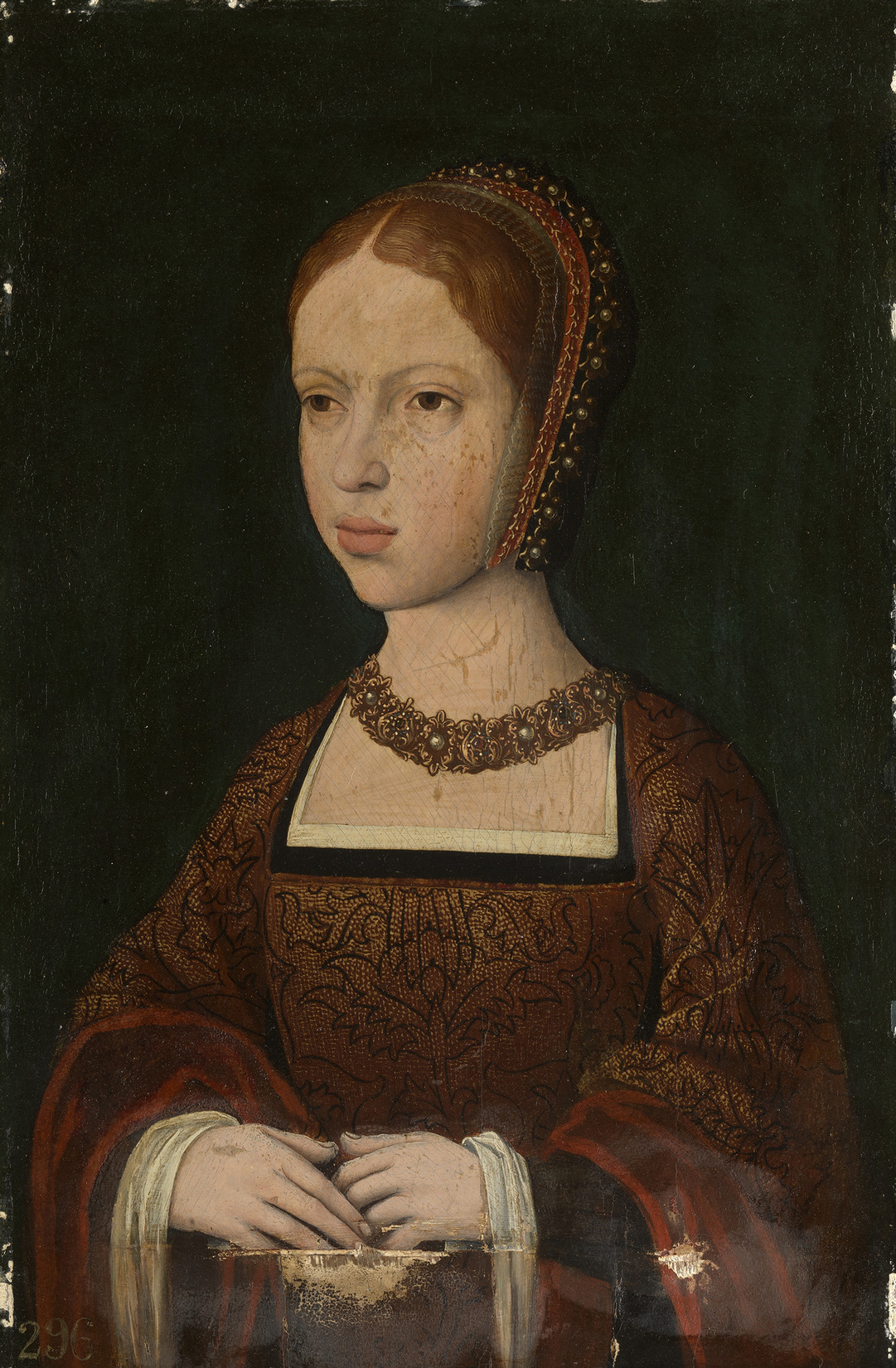
Izabela Habsburská

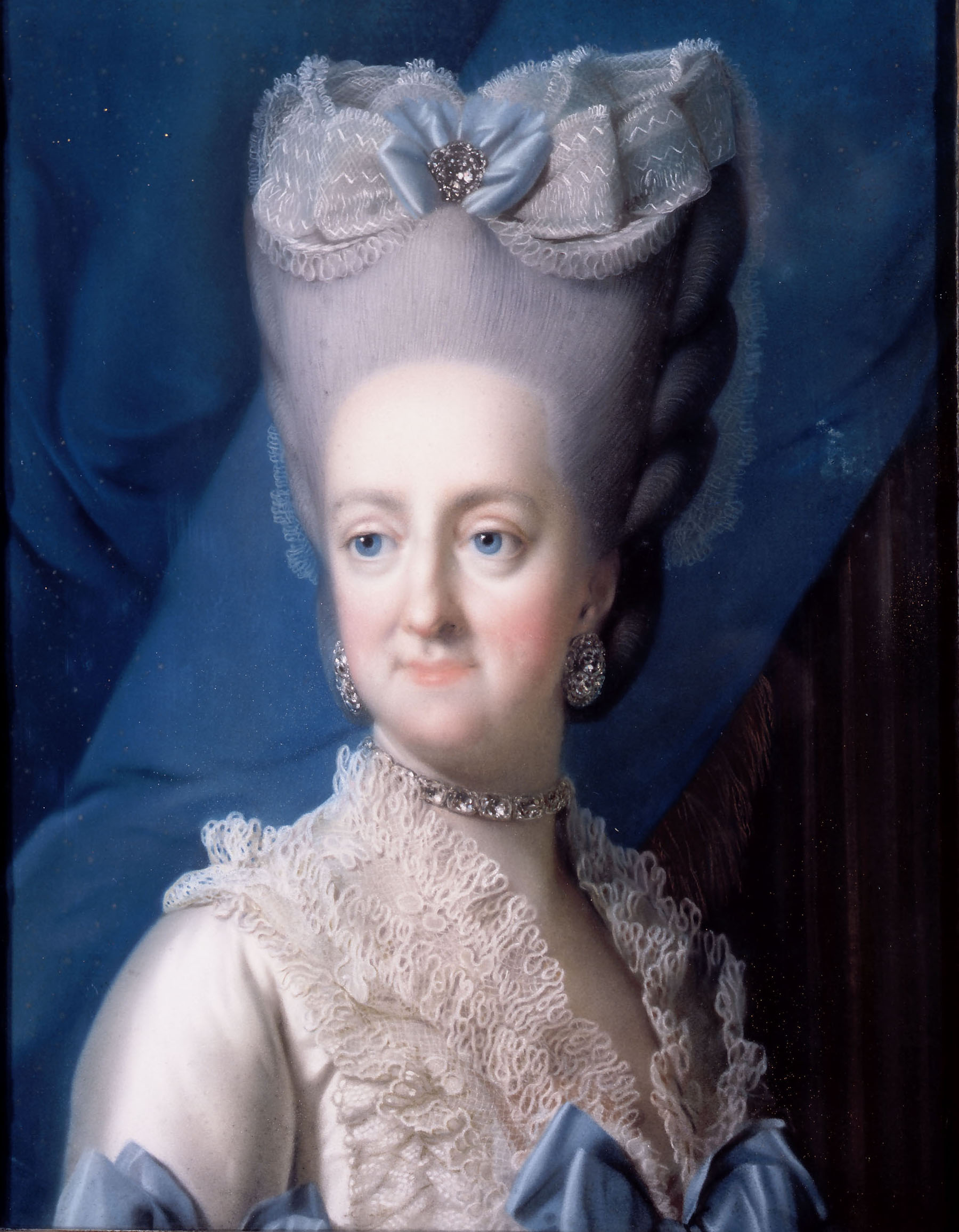
Juliana Marie von Braunschweig-Wolfenbüttel

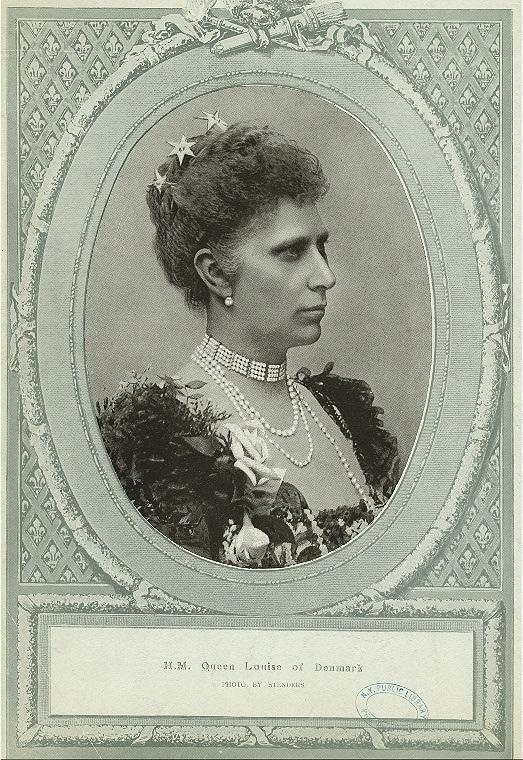
Luisa Švédská

Z důvodu unií byly dánské královny v letech 1380–1814 také norskými a v letech 1389–1520 také (s přerušeními) švédskými královnami. 

## Dynastie Jelling
- 935–958 : Thyra Danebod (manžel Gorm Starý)
- 963 – ? : Tove Obodritská (manžel Harald I. Modrozub)
- 98?–986 : Gyrid Olafsdottir (manžel Harald I. Modrozub)
- Gunhilda Vendská? (manžel Sven Vidlí vous)
- Sigrid Storråda? (manžel Sven Vidlí vous)
- 1017–1035 : Emma Normandská (manžel Knut Veliký), zm. 1052

## Estridsenové
- 1047/48-1047/48 : Gyda Anundsdotter Švédská (manžel Sven II. Dánský)
- 1050–1052 : Gunnhildr Sveinsdóttir, (manžel Sven II. Dánský), zm. po 1060, rozvedeni
- 1076–1080 : Markéta Hasbjörnsdatter (manžel Harald III. Dánský)
- 1080–1086 : Adéla Flanderská (manžel Knut IV. Dánský), zm. 1115
- 1086–1095 : Ingegerda Norská (manžel Olaf I. Dánský)
- 1095–1103 : Bodil Thrugotsdatter (manžel Erik I. Dánský), zm. 1103
- 1104–1130 : Markéta Fredkulla Švédská (manžel Niels Dánský), zm. okolo 1130
- 1130–1134 : Ulvhild Håkansdotter, manžel Niels Dánský
- 1134–1137 : Malmfrid Kyjevská (manžel Erik II. Dánský)
- 1144–1146 : Luitgarda ze Salzwedelu (manžel Erik III. Dánský)
- 1152–1157 : Adéla Míšeňská (manžel Sven III. Dánský
- 1156–1157 : Helena Švédská (manžel Knut V. Dánský)

### Valdemarové
- 1157–1182 : Sofie z Minsku (manžel Valdemar I. Veliký), zm.1198
- 1182–1197 : Gertruda Bavorská (manžel Knut VI. Dánský), zm. 1197
- 1205–1213 : Dagmar Dánská/Markéta Přemyslovna (manžel Valdemar II. Vítězný), zm. 1212
- 1214–1221 : Berengarie Portugalská (manžel Valdemar II. Vítězný), zm. 1221
- 1239–1250 : Juta Saská (manžel Erik IV.), zm. po 1250
- 1250–1252 : Mechtylda Holštýnská (manžel Abel Dánský), zm. 1288
- 1252–1259 : Markéta Sambiria (manžel Kryštof I.), zm. 1282
- 1273–1296 : Anežka Braniborská (manžel Erik V.), zm. 1304
- 1296–1319 : Ingeborg Magnusdotter Švédská (manžel Erik VI.), zm. 1319.
- 1320–1326 : Eufemie Pomořanská (manžel Kryštof II.), zm. 1330
- 1329–1330 (podruhé) : Eufemie Pomořanská (manžel Kryštof II.), zm. 1330
- 1332–1340 : (Interregnum) – (žádní králové, tudíž ani královny)
- 1340–1374 : Helvig Šlesvická (manžel Valdemar IV.), zm. 1374
- 1387–1412 : Markéta I. – královna regentka

## Dynastie Greifen
- 1406–1430 : Filipa Anglická (manžel Erik VII.), zm. 1430

## Wittelsbachové
- 1445–1448 : Dorotea Braniborská (manžel Kryštof III.), zm. 1495

## Oldenburkové
- 1449–1481 : Dorotea Braniborská (manžel Kristián I.), zm. 1495
- 1481–1513 : Kristina Saská (manžel Jan I.), zm. 1521
- 1515–1523 : Izabela Habsburská (manžel Kristián II.), zm. 1526
- 1523–1533 : Žofie Pomořanská (manžel Frederik I.), zm. 1568
- 1534–1559 : Dorotea Sasko-Lauenburská (manžel Kristián III.), zm. 1571
- 1572–1588 : Žofie Meklenburská (manžel Frederik II.), zm. 1631
- 1597–1612 : Anna Kateřina Braniborská (manžel Kristián IV.)
- 1648–1670 : Žofie Amálie Brunšvická (manžel Frederik III.), zm. 1685
- 1670–1699 : Šarlota Amálie Hesensko-Kasselská (manžel Kristián V.), zm. 1714
- 1699–1721 : Luisa Meklenburská (manžel Frederik IV.)
- 1721–1730 : Anna Žofie Reventlow (manžel Frederik IV.), zm. 1743
- 1730–1746 : Žofie Magdalena Braniborská (manžel Kristián VI.), zm. 1770
- 1746–1751 : Luisa Hannoverská (manžel Frederik V.), zm 1751
- 1752–1766 : Juliana Marie Brunšvická (manžel Frederik V.), zm 1796
- 1766–1775 : Karolina Matylda Hannoverská (manžel Kristián VII.), zm 1775
- 1808–1839 : Marie Hesensko-Kasselská (manžel Frederik VI.), zm. 1852
- 1839–1848 : Karolina Amálie Augustenburská (manžel Kristián VIII.), zm. 1881

## Glücksburkové
- 1863–1898 : Luisa Hesensko-Kasselská (manžel Kristián IX.), zm. 1898
- 1906–1912 : Luisa Švédská (manžel Frederik VIII.), zm. 1926
- 1912–1947 : Alexandrina Meklenbursko-Zvěřínská (manžel Kristián X.), zm. 1952
- 1947–1972 : Ingrid Švédská (manžel Frederik IX), zm. 2000
- 1972–2024: Markéta II., jejím manželem byl princ Henrik
- 2024–dosud: Mary Dánská (manžel Frederik X.)